# Streptococcus pneumoniae
Streptococcus pneumoniae (nome científico) ou pneumococo (nome vernáculo) é uma espécie de bactérias Gram-positivas, pertencentes ao género Streptococcus, com forma de cocos que são uma das principais causas de pneumonia e meningite em adultos, e causam outras doenças no ser humano.

## Biologia
Como todos os estreptococos, são cocos com cerca de 1 micrómetro, anaeróbios facultativos.Agrupam-se sempre aos pares (diplococos) ou em curtas cadeias, e as estirpes patogénicas possuem cápsula. Eles são alfa-hemolíticos, ou seja em cultura de sangue produzem um halo mucoide esverdeado de destruição parcial de eritrócitos. 
Os pneumococos são sensiveis à optoquina ou bílis, detergentes fracos, ao contrário de outros estreptococos, e esta característica é útil para os distinguir. São bacterias que são transmitidas facilmente de pessoa para pessoa por meio de espirros, objetos infectados, etc, sendo as causadoras da pneumonia.
Ao contrário dos estafilococos, a resistência à penicilina é devida não à penicilinase mas a proteínas que se ligam ao antibiótico inibindo a sua ação sem o destruir.

## Factores de virulência
- Cápsula protege da fagocitose e do reconhecimento pelo sistema imunitário.
- Adesinas que permitem a adesão às células da faringe e epitélio respiratório.
- Pneumolisinas: são proteínas secretadas que desestabilizam as membranas da células humanas, destruindo-as. Activam o complemento, usando-o contra as células do hóspede.
- Protease de IgA: inactiva este tipo de anticorpos presentes nas mucosas.
- Ácido teicóico: activa o complemento, gastando-o e direccionando-o para o hóspede.
- Produz peróxido de hidrogénio que causa danos nas células.
- Fosforilcolina: liga-se a recpetores das células do hospede, permitindo ao pneumococo entrar nelas e escapar ao sistema imune.

## Epidemiologia
Estão presentes em 40-70% do tracto respiratório dos adultos, sem sintomas. Tendem a causar doenças nestes individuos quando eles estão fragilizados, por exemplo podem causar pneumonias em doentes com gripe. O seu reservatório são os próprios humanos.

## Doenças causadas
O diagnóstico é por recolha de amostras e cultura, sorologia (detecção de anticorpos específicos). O sistema imune produz anticorpos anti-capsulares efectivos, mas demora algum tempo (variável), podendo os danos já ser sérios nessa altura. A imunidade a uma estirpe não confere proteção contra outras. A pneumonia e a meningite são as manifestações mais frequentes, e ambas são perigosas.
- Pneumonia: pneumonia lobar e broncopneumonia. Febres altas (39-41 °C), com tosse e expectoração amarela purulenta. Ocorre frequentemente após doença respiratória viral (e.g. gripe), que destrói os cílios do epitélio respiratório permitindo à bactéria instalar-se e multiplicar-se sem ser expulsa pela ação mecânica dos cílios. A mortalidade é de 5%.
- Meningite: infecção das meninges do cérebro que é uma emergência potencialmente fatal. O pneumococo é a principal causa de meningite em adultos. Inicio súbito de dores de cabeça, vômitos, sensibilidade à luz. O tratamento com antibióticos tem de ser instituído pouco depois do inicio dos sintomas ou a morte torna-se inevitável.
- Septicémia: invasão e multiplicação no sangue. Mortalidade muito elevada. Normalmente ocorre após multiplicação num órgão específico sem limitação efetiva.
- Sinusite
- Otite media
- Osteomielite
- Úlcera corneal
- Artrite séptica
- Endocardite
- Abcessos cerebrais

## Diagnóstico Laboratorial
Cultura com presença de Alfa Hemólise, Catalase Negativo, Antibiograma com identificação de sensibilidade à Optoquina, Bilesolubilidade Positiva.

## Tratamento
A penicilina ou ampicilina ainda são a primeira escolha apesar do aumento das cepas resistentes. Caso exista resistência, usam-se macrolídios, cloranfenicol, vancomicina, SMZ/TMP ou cefalosporinas.
Existem vacinas contendo derivados imunogênicos (estimuladores do sistema imunitário) da cápsula do pneumococo. Protegem contra doenças causadas por pneumococos em 85% dos casos. Não protege contra todas as cepas, apenas 23 (existem muitas mais).

## História
No século XIX foi demonstrado que coelhos imunizados com pneumococos mortos eram protegidos contra pneumococos vivos. O soro sanguíneo de coelhos já infectados mas que tinham se recuperado também conferia protelação. Foi uma das primeiras demonstrações das possibilidades da imunização. A vacina foi demonstrada no início do século XX em mineiros da África do Sul, numa experiência que os usou como cobaias.
Na década de 1920 foi demonstrado que eram formados anticorpos contra os polissacarídeos da cápsula, conferindo imunização, e que eram esses mesmos anticorpos presentes no soro de coelhos já infectados que protegiam, durante algum tempo, os coelhos não imunes. A vacina foi usada eficazmente numa epidemia em 1936.
Na década de 1940 o DNA foi pela primeira vez identificado enquanto repositório da informação genética em experiências com pneumococos encapsulados e não encapsulados. Os encapsulados mortos, juntamente com não-encapsulados vivos (incapazes de causar doença), geravam encapsulados vivos que matavam coelhos, o que se provou ser devido à absorção pelos não-encapsulados vivos de DNA proveniente dos encapsulados mortos.